# Tudor Paraschiva
Tudor Paraschiva (* 27. Dezember 1919 in Bukarest; † 15. Mai 1967) war ein rumänischer Fußballspieler und -trainer. Er absolvierte 238 Spiele in der höchsten rumänischen Fußballliga, der Divizia A, und nahm an den Olympischen Spielen 1952 teil.

## Karriere als Spieler
Paraschiva begann mit dem Fußballspielen in seiner Heimatstadt Bukarest bei Militari. Im Jahr 1939 wechselte er zum Lokalrivalen Unirea Tricolor, der seinerzeit in der höchsten Spielklasse, der Divizia A, antrat. Am 16. September 1939 kam er dort zu seinem ersten Einsatz. Mit Unirea Tricolor gelang ihm im Jahr 1941 der größte Erfolg seiner Laufbahn, als er die rumänische Meisterschaft gewinnen und im selben Jahr das Pokalfinale erreichen konnte.
Nach der kriegsbedingten Unterbrechung des Spielbetriebs schloss sich Paraschiva im Jahr 1946 Jiul Petroșani an, das ebenfalls im Oberhaus spielte. In Petroșani konnte Paraschiva Ende der 1940er-Jahre seiner Torjägerqualitäten unter Beweis stellen, konnte aber anschließend nicht mehr an diese Leistungen anknüpfen. Mit Paraschiva platzierte sich der Verein zumeist im Mittelfeld der Tabelle. Im Jahr 1957 verließ er nach elf Jahren Petroșani und wechselte zum Lokalrivalen Minerul Lupeni in die Divizia B. Nach dem Aufstieg 1959 beendete er dort nach der Saison 1959/60 im Alter von 40 Jahren seine Karriere.

## Nationalmannschaft
Paraschiva bestritt sechs Partien für die rumänische Fußballnationalmannschaft und erzielte dabei zwei Tore. Seinen ersten Einsatz hatte er am 11. Mai 1952 gegen die Tschechoslowakei, wo er nach neun Minuten den Führungstreffer erzielen konnte. Im selben Jahr stand Paraschiva im Kader für das Fußballturnier der Olympischen Spiele in Helsinki und kam im Spiel gegen den späteren Olympiasieger Ungarn zum Einsatz.

## Karriere als Trainer
Nach dem Ende seiner aktiven Laufbahn war Paraschiva von 1962 bis 1963 Trainer von Pandurii Târgu Jiu, das in der Regionalliga spielte, da die Divizia C in jener Zeit nicht regelmäßig ausgetragen wurde.

## Erfolge
- Teilnehmer an Olympischen Spielen: 1952
- Rumänischer Meister: 1941
- Rumänischer Pokalfinalist: 1941